# Terremoto de Erzincan de 1784
El terremoto de Erzincan de 1784 golpeó la ciudad de Erzincan en Turquía, entonces parte del Imperio Otomano, el 18 de julio de 1784. Causó daños generalizados entre Erzincan y Muş. Tuvo una magnitud estimada de 7,6. Más del 90% de las casas en Erzincan se derrumbaron y al menos 5.000 personas murieron, con algunos informes de más de 10.000 muertes. Se observó una zona de ruptura superficial de 150 kilómetros de largo. Rompió el segmento de Yedisu en el extremo este de la falla de Anatolia del Norte, que no se ha roto desde entonces y ahora se considera una brecha sísmica. En 2013 se estimó que se han acumulado alrededor de 2,67 metros de déficit de desplazamiento en este segmento de falla desde 1784, suficiente para provocar un terremoto de hasta 7,5.